# Thông nàng
Thông nàng hay còn gọi kim giao kết lợp, thông lông gà, bạch tùng, mạy hương (danh pháp khoa học: Dacrycarpus imbricatus) là một loài thực vật hạt trần trong họ Thông tre. Loài này được (Blume) de Laub. miêu tả khoa học đầu tiên năm 1969.